# CBC 텔레비전 (일본)
CBC 텔레비전(일본어: CBCテレビ)은 일본의 텔레비전 방송국이다. 주부닛폰 방송 (CBC)의 완전 자회사로, 기후현, 아이 치현, 미에현을 방송 대상 지역으로 TV 방송을 하는 방송 사업자이다. 원래 'CBC 텔레비전'의 이름은 1951년 9월 1일에 라디오 방송을 시작한 일본 최초의 민간 방송국 주부닛폰 방송이 1956년 12월 1일 텔레비전 방송을 시작한 이래로 CBC 텔레비전 방송 부문의 통칭으로 사용되어 왔다. 2013년 4월 1일에 라디오 분사화에 따른 자회사가 설립되었다.